# Reinier Pauw (Politiker, 1591)

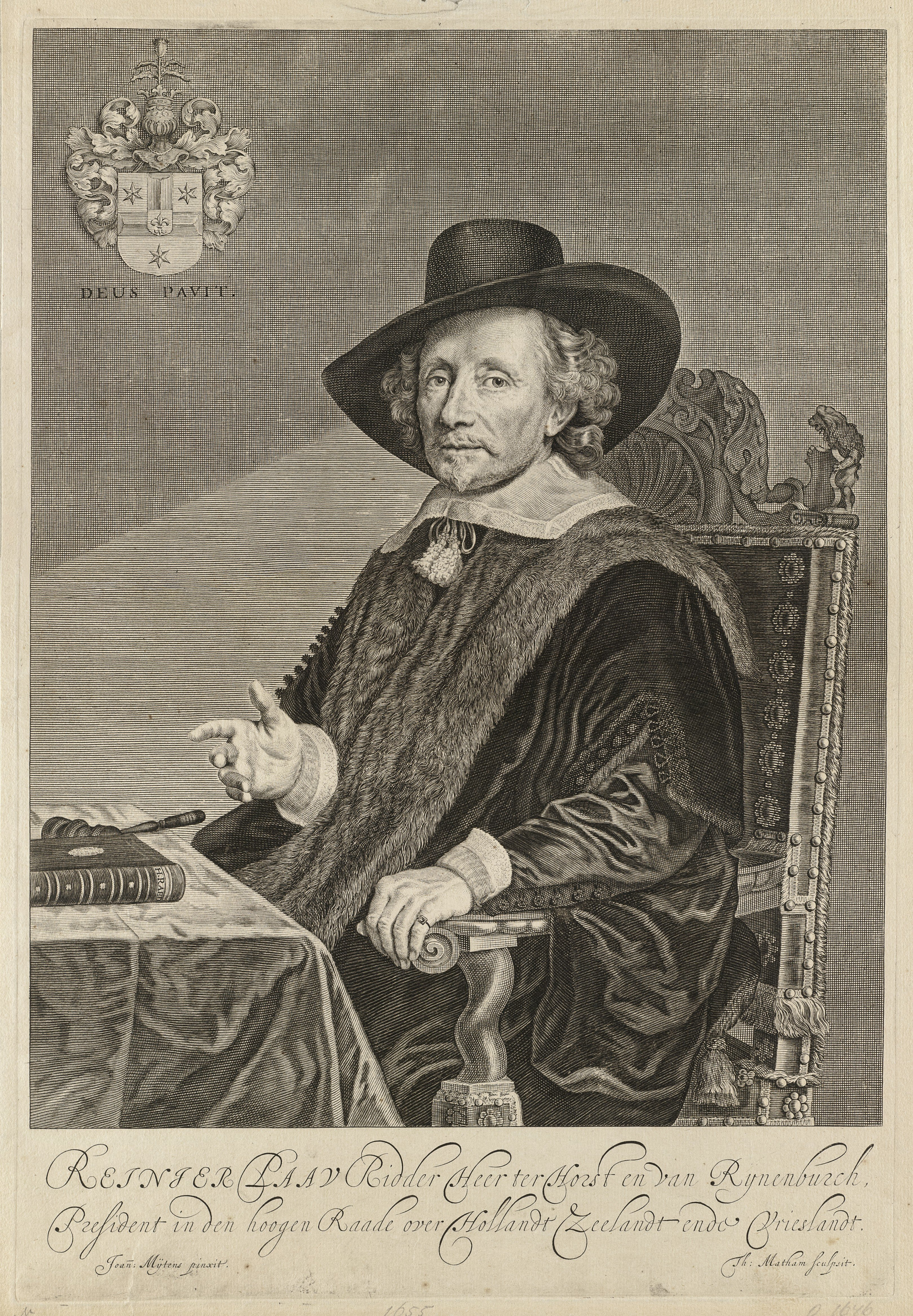
Reinier Pauw

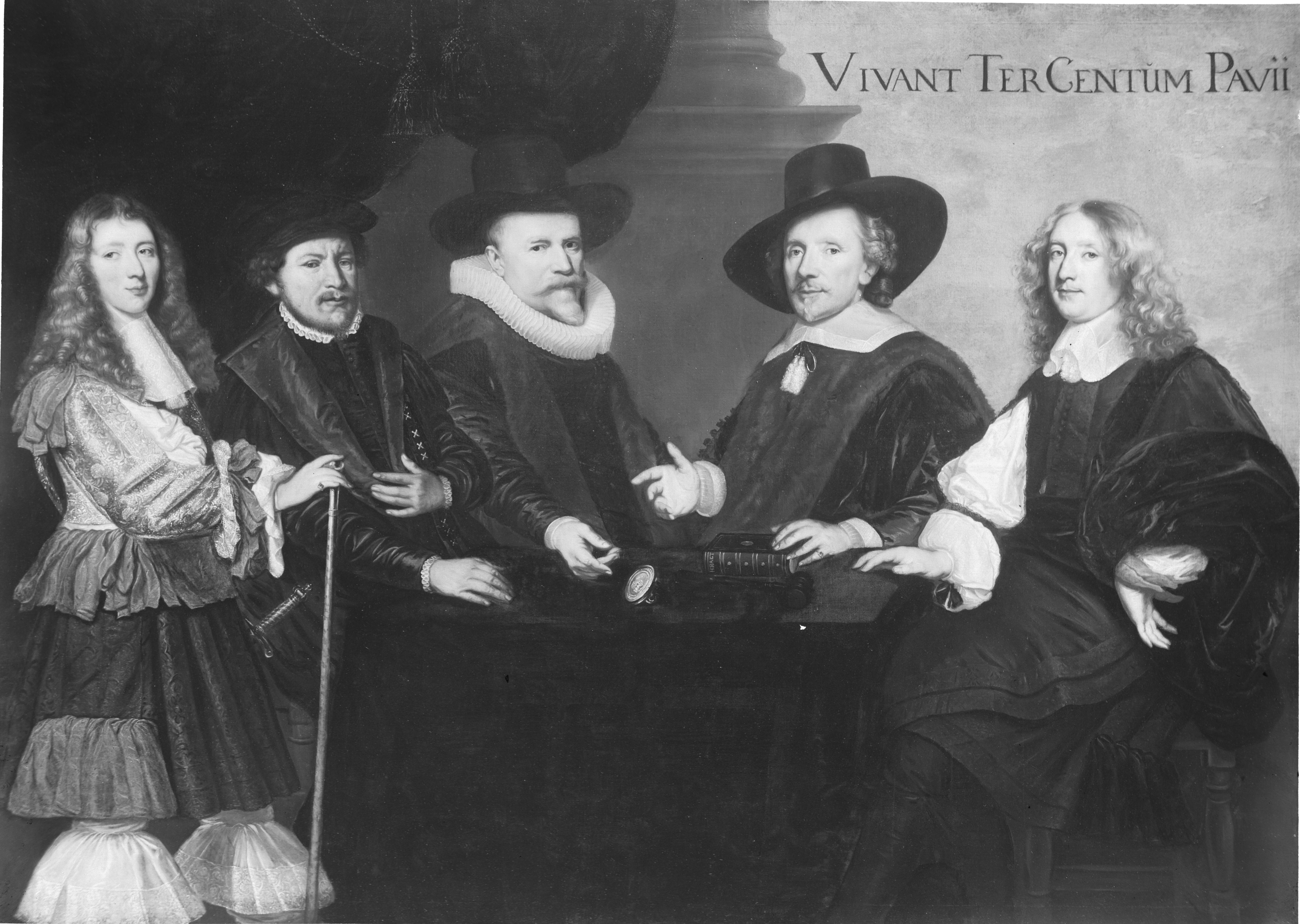
Fünf Generationen des Geschlechts Pauw (von links nach rechts): Johan Pauw (1645–1708), Adriaen Pauw (1516–1578), Reinier Pauw (1564–1636), Reinier Pauw (1591–1676) und Dirk Pauw (1618–1688)

Reinier Pauw (* 3. September 1591 in Amsterdam; † 20. Januar 1676 in Den Haag) war ein holländischer Advokat und Präsident des Hohen Rates von Holland, Zeeland und Westfriesland. Er trug die Titel eines Ritters und Herren von ter Horst, Rijnenburg und Teylingerbosch.

## Biografie
Reinier Pauw gehörte dem ursprünglich aus Gouda entstammenden Adels- und Patriziergeschlecht der Pauw, welches sich im Laufe des Goldenen Zeitalters auf seiner politischen Hochblüte befand, an. Als Sohn des bedeutenden Politikers und Regenten Reinier Pauw und dessen ersten Ehefrau Cornelia de Lange konnte er in eine lukrative Advokatenlaufbahn einsteigen. Der junge Reinier Pauw studierte an der Universität Leiden Philosophie und hernach in den Rechten. Im Jahre 1618 wurde er Schepen von Amsterdam, im Jahre 1620 Rechenmeister der Stadt und im Jahre 1621 Ratsherr im Hohen Rates von Holland, Zeeland und Westfriesland. am 13. Mai 1655 wurde er zum Präsidenten der höchsten rechtlichen instanz dieser Länder berufen. Eines seiner weiteren Ämter war das eines Hoofdingelandes (höchster Rang in der Deichverwaltung) des Delftlandes. Im Jahre 1634 wurde er durch den französischen König Ludwig XIII. zum Ritter von St. Michael ernannt. Am 23. August 1649 legte er den ersten Stein zum Bau der Den Haager Nieuwe Kerk. Im Jahre 1650 riet er Willem II. von Oranien-Nassaus Versuch ab die Stadt Amsterdam unter der Führung dessen republikanischen Regenten Andries Bicker militärisch zu unterwerfen.
Reinier Pauw war zweimal verheiratet: zuerst im Jahre 1617 mit Clara Alewijn (1600–30), einer Tochter des Dirk Alewijn und der Maria Schuurman, sowie im Jahre 1631 mit Christina van Ruytenburch, Frau von ter Horst (1591–1666). Aus der ersten Ehe entsprangen zwei Kinder, Diederik und Cornelia Pauw, welche mit Adriaan Pauw, dem Präsidenten des Hof van Holland, verheiratet war.
Reinier Pauw wurde durch Thomas de Keyser, P. Moreelse und durch Dirck Dircksz Santvoort gemalt. Diese Gemälde befinden sich im Familienbesitz der Pauw van Wieldrecht und der Hooft van Vreeland.

## Quelle
- Nieuw Nederlandsch biografisch woordenboek. Deel 9

| Personendaten    | Personendaten                                                                              |
| ---------------- | ------------------------------------------------------------------------------------------ |
| NAME             | Pauw, Reinier                                                                              |
| ALTERNATIVNAMEN  | Pauw, Ritter Reinier (vollständiger Name)                                                  |
| KURZBESCHREIBUNG | holländischer Advokat und Präsident des Hohen Rates von Holland, Zeeland und Westfriesland |
| GEBURTSDATUM     | 3. September 1591                                                                          |
| GEBURTSORT       | Amsterdam                                                                                  |
| STERBEDATUM      | 20. Januar 1676                                                                            |
| STERBEORT        | Den Haag                                                                                   |